# SV Untergriesbach
Der SV Weiß-Blau Untergriesbach ist ein Sportverein aus Untergriesbach in Niederbayern. 
Der Verein wurde im August 1946 gegründet und umfasst die Sparten Fußball, Ringen, Stockschießen, Taekwon-Do, Tennis, und Turnen.
Überregionale Bekanntheit erlangte vor allem die Ringerabteilung, welcher nach mehreren wechselvollen Jahren, davon 1977 bis 1979 in der 2. Bundesliga, 2009 der erneute Aufstieg in die 2. Ringer-Bundesliga gelang.
In der Saison 2010/11 wurden sie Meister in der 2. Bundesliga Nord und kämpften in der Saison 2011/12 in der Ringer-Bundesliga. Sie konnten sich jedoch dort aus finanziellen Gründen nicht halten und stiegen ab. Das Sportgericht des Deutschen Ringerbundes verurteilte den Verein, den es des Betrugs bezichtigte, zu einer Geldstrafe von 3000 Euro, verbunden mit dem Zwangsabstieg in die Oberliga Bayern. In der Saison 2015 gelang ihnen schließlich die Meisterschaft in der Oberliga Bayern, verbunden mit der Rückkehr in die 2. Bundesliga.

## Vorstand
Seit 2024 fungieren Johannes Stemp (1. Vorstand), Niklas Rott (2. Vorstand), Philipp Wosnitza (Kassier) und Daniel Schebler (Schriftführer) als Vorstandschaft.

## Bekannte Ringer
- Gábor Hatos
- Dániel Ligeti
- Balázs Kiss (Ringer)
- Benedict Pauli
- Christoph Bauer
- Johannes Heindl
- Andreas Rasch
- Benedikt Heindl
- Armin Neudorfer
- Ralf Neudorfer
- Christoph Scherr
- Max Schöger (EM-Sechster und WM-Zehnter)
- Josef Nebauer
- Marco Lenz
- Marvin Music
- Nikolay Kurtev